# 127 (číslo)
Sto dvacet sedm je přirozené číslo. Následuje po číslu sto dvacet šest a předchází číslu sto dvacet osm. Řadová číslovka je stý dvacátý sedmý nebo stosedmadvacátý. Římskými číslicemi se zapisuje CXXVII.

## Matematika
Sto dvacet sedm je
- Motzkinovo prvočíslo
- Čtvrté Mersennovo prvočíslo, je také mocnitelem pro Mersennovo prvočíslo (2127-1), jež v roce 1876 objevil Édouard Lucas a které bylo po 75 let největším známým prvočíslem a dosud je největším prvočíslem, které bylo objeveno ručním výpočtem
- Jelikož 127 = 27-1 a 7 je také Mersennovo prvočíslo, je 127 dvojité Mersennovo prvočíslo
- Nešťastné číslo
- Příznivé číslo

## Chemie
- 127 je nejmenší hodnota neutronového čísla, pro kterou neexistuje žádný stabilní nuklid, a to ani pro žádnou vyšší hodnotu, a nukleonové číslo jediného přírodního izotopu jódu[1]

## Kosmonautika
- STS-127 byla mise raketoplánu Endeavour k Mezinárodní vesmírné stanici (ISS). Cílem bylo dopravit k ISS dvě součásti japonského modulu Kibó – Exposed Facility (JEM EF) a Exposed Section (ELM-ES). Během letu se uskutečnilo celkem 5 výstupů do kosmu (EVA).

## Doprava
Silnice II/127 je česká silnice II. třídy vedoucí na trase Trhový Štěpánov – II/112 – Pravonín – Načeradec

## Roky
- 127
- 127 př. n. l.